# Robert 2. af Skotland
Robert II Stuart (født 2. marts 1316, død 19. april 19. april 1390) var konge af Skotland fra 1371 til 1390. Han var den første konge af Huset Stuart.
Han var søn af Walter Stuart, den sjette arvelige rigshovmester af Skotland, og Marjorie, datter af kong Robert 1. af Skotland. 

## Ægteskab og børn
Hans første ægteskab var med Elisabet af Rowellan, som blev mor til 6 døtre og mindst 4 sønner. Senere giftede han sig igen.

### Børn
1. Robert 3. af Skotland
2. Robert Stuart, hertug af Albany
3. Johanna (stammoder til slægten Bowes-Lyon)

## Eksterne links
- Wikimedia Commons har flere filer relateret til Robert 2. af Skotland

| Robert 2.Huset StuartFødt: 2. marts 1316 Død: 19. april 1390 |                             |                          |
| Titler som regent                                            |                             |                          |
| Foregående: David 2.                                         | Konge af Skotland 1371–1390 | Efterfølgende: Robert 3. |

1. ↑  Navnet er anført på engelsk og stammer fra Wikidata hvor navnet endnu ikke findes på dansk.
2. ↑  Navnet er anført på engelsk og stammer fra Wikidata hvor navnet endnu ikke findes på dansk.
3. ↑  Navnet er anført på engelsk og stammer fra Wikidata hvor navnet endnu ikke findes på dansk.